# Freddy, leven in de brouwerij
Freddy, leven in de brouwerij is een Nederlandse televisieserie uit 2013 over het leven van Freddy Heineken.

## Ontstaan
De serie werd geschreven door de broers Marc en Roeland Linssen, die eerder met Tomas Ross de serie Beatrix, Oranje onder vuur maakten. Zij waren geïntrigeerd door de persoon Freddy Heineken en besloten een miniserie te maken over zijn leven, in een stijl van de Amerikaanse televisieserie Mad Men. Ze maakten voor de serie uitgebreid gebruik van bronnen, waaronder de ongeautoriseerde biografie over Heineken van Barbara Smit. Ze gebruikten voor het script veel vrije interpretatie, maar bleven binnen de grenzen van het aannemelijke.

## Verhaal
In de serie wordt het levensverhaal van Freddy Heineken verteld. Hij begint als ambitieuze ondernemer en gaat in de jaren 40 werken bij Heineken en maakt, na een machtsovername, het biermerk groot. De serie toont tevens Heinekens werk als filmproducent en componist. Op de achtergrond spelen relationele kwesties, waaronder het onrustige huwelijk met zijn vrouw Lucille en de moeizame relatie met zijn dochter Charlene. In de serie wordt tevens uitgebreid aandacht besteeds aan zijn ontvoering in 1983, een ingrijpende gebeurtenis die als rode draad door de serie loopt.

## Cast
- Thom Hoffman - Freddy Heineken
  - Xander van Vledder - jonge Freddy
- Liz Snoyink - Lucille
  - Anna Drijver - jonge Lucille
- Hannah Hoekstra - Charlene
- Francesca Pichel - Nan Los
- Elisa Beuger - Marianne
- Lukas Dijkema - Ab Doderer

## Lijst van afleveringen
1. Amerika (uitgezonden 9 februari)
2. Europa (uitgezonden 16 februari 2013)
3. Amsterdam (uitgezonden 23 februari 2013)
4. Thuis (uitgezonden 2 maart 2013)